# Sekundäres Bewusstsein
Die Begriffe des primären und des sekundären Bewusstseins entsprechen einem von Josef Breuer und Sigmund Freud in ihren Studien über Hysterie von 1895 eingeführten Konzept, nach dem sich bei der Bildung von Hysterien zunächst ein vom Bewusstsein isolierter hypnoider Zustand einstellt, während dessen Vorstellungen eingetragen werden, die sich in der Folgezeit organisieren und ein zweites, sekundäres Bewusstsein bilden. Das ursprüngliche Bewusstsein wird als primär bezeichnet (siehe auch: Studien über Hysterie).
Die Person könne wechselseitig unter dem Einfluss beider Bewusstseine stehen. Der Begriff condition seconde bezeichnet das Vorherrschen des sekundären Bewusstseins. Eine Person, die sich in condition seconde befinde, verhalte sich und erlebe die Dinge anders. Beide seien zeitlich und topisch voneinander getrennt. Der Umschlag werde getriggert durch äußere Einflüsse oder aufkommende Vorstellungen.

## Kennzeichen der Zustände
- Das primäre Bewusstsein sei jene bewusste Tätigkeit, die jeder Mensch von sich selbst und aus dem Alltag kennt.
- Das sekundäre Bewusstsein sei eine inhomogene Verbindung loser Ideen, die miteinander nicht in stringentem oder logischem Zusammenhang stehen, aber gemeinsam aufgerufen werden, – sie erzeugen dabei Symptome.

Der sekundäre Bewusstseinszustand sei strukturell daher einem Traumzustand bzw. einer artifiziellen Hypnose vergleichbar und wurde daher auch als hypnoid bezeichnet. Er grenzt sich gegen das normale Bewusstsein durch unterbundene, beziehungsweise gehemmte Assoziationen ab.
Aus der Tatsache, dass der Hysteriker zu jeder Zeit mit voller Berechtigung von sich als ICH spricht, folgerte Sigmund Freud, dass es sich um zwei separate Bewusstseinszustände handeln müsse, welche beide die Person kennzeichnen. Keiner von beiden ist richtiger als der andere, wohl aber unterscheiden sich in Bezug auf ihre Leistungen ganz erheblich. Vor allem die Vernunft und das logische Denken sei im sekundären Bewusstsein erheblich eingeschränkt, da es nicht über die große Menge klarer und realistischer Informationen verfüge wie das primäre Bewusstsein. Es sei zwar produktiv, aber nicht logisch leistungsfähig.

## Trennung der beiden Zustände
Nach Freud seien beide o.a. Bewusstseinszustände auch bei manifestierter Hysterie nicht vollständig voneinander getrennt. Wenn sich die Person in condition seconde befinde, werde ihr „verrücktes“ Verhalten oft vom primären Bewusstsein registriert und gespeichert. Ebenso wenn sich die Person im primären Bewusstsein befindet, dringen Einflüsse des hysterischen Vorstellungssystems ein (invadieren) und produzieren Symptome, welche die (mehr oder minder) starke Ahnung des Patienten stützt, welche er von seinem Problem bekommt.
Beide Zustände ragen ineinander und je vollständiger die Trennung der Zustände, desto schwerer das Krankheitsbild. So komme es während der hysterischen Psychose oft zu einer kompletten Separierung beider Zustände. Im Gegensatz zur psychischen Beschaffenheit des Nichthysterikers würden Traumzustände beim Hysteriker im primären Bewusstsein auftreten. Sie dringen in das Wachleben ein.

## Quelle
- Sigmund Freud / Josef Breuer: Studien über Hysterie. Franz Deuticke, Leipzig + Wien 1895. Neudruck: 6. Auflage. Fischer, Frankfurt a. M. 1991. ISBN 3596104467